# Amir Hossein Zare
Amir Hossein Zare (em persa: امیرحسین زارع‎; Amol, 16 de janeiro de 2001) é um lutador de estilo-livre iraniano, medalhista olímpico.

## Carreira
Hossein Zare participou dos Jogos Olímpicos de Verão de 2020 em Tóquio, onde participou do confronto de peso superpesado, conquistando a medalha de bronze após derrotar o chinês Deng Zhiwei. Ele voltou a competir nos Jogos Olímpicos de Verão de 2024 em Paris na mesma categoria, ficando desta vez com a medalha de prata após disputa na final contra o georgiano Geno Petriashvili.